# Histon-Deacetylasen
Histon-Deacetylasen (kurz HDACs) sind Enzyme, die Histone verändern. Sie regeln damit nicht nur direkt die Transkription von genetischer Information und die epigenetische Repression, sondern sie sind auch an der Kontrolle des Zellzyklus und der Entwicklung des Organismus beteiligt. HDACs sind Teil größerer Proteinkomplexe. Sie kommen in allen Eukaryonten und beim Menschen in allen Gewebetypen vor.

## Funktion
HDACs entfernen Acetylgruppen von acetyliertem Lysin auf dem N-terminalen Histonende. Durch die Deacetylierung bekommt die Aminosäure Lysin wieder eine positive elektrische Ladung. Dies erhöht die Affinität des Histonendes für das negativ geladene Phosphat-Gerüst der DNA. Durch die folgende Blockierung der DNA für Transkriptionsfaktoren wird die DNA-Transkription herunterreguliert. Dies geht meist mit der Bildung von vor allem inaktivem Heterochromatin einher.
HDACs spielen eine Rolle in der durch das Retinoblastom-Protein induzierten Suppression der Zellproliferation. Das Retinoblastom-Protein ist Teil eines Komplexes, der HDACs zum Chromatin dirigiert, um dort Lysine zu deacetylieren.

## HDAC-Klassen in höheren Eukaryoten
Die humanen HDACs werden nach Sequenz- und Domänverwandtschaft zu ihren Orthologen in Hefe in vier Klassen eingeteilt:
- Klasse I

HDAC1
HDAC2
HDAC3
HDAC8
- Klasse IIa

HDAC4
HDAC5
HDAC7
HDAC9
- Klasse IIb

HDAC6
HDAC10
- Klasse III

Homologe des SIR2-Proteins der Hefe Saccharomyces cerevisiae,  humane Sirtuine 1–7
- Klasse IV

HDAC11
Zusammen mit den Azetylpolyamin Amidohydrolasen und den Azetoin Utilization Proteinen gehören die Histon-Deacetylasen zur Histon-Deacetylasen-Superfamilie.

## HDAC-Inhibitoren
HDAC-Inhibitoren (z. B. Entinostat, Vorinostat, Mocetinostat) werden als mögliche Medikamente in der Krebsforschung untersucht. Richon u. a. konnten nachweisen, dass HDAC-Inhibitoren den CDK-Inhibitor 1 induzieren können.
In Forschungen, die 2012 veröffentlicht wurden, konnte nachgewiesen werden, dass viele Krebszellen, darunter Zellen von Brust-, Leber- oder Nierenkrebs, außergewöhnlich viel HDAC11 produzieren. Untersuchungen gehen nun dahin, inwieweit HDAC11 als Zielstruktur für neue Krebstherapien wirken könnte.
Als Wirkverstärker von Proteasom-Inhibitoren ist der HDAC-Hemmer Panobinostat seit 2015 in der EU zur Behandlung des Multiplen Myeloms unter bestimmten Voraussetzungen zugelassen.
Der HDAC-Inhibitor CI-994 wurde tierexperimentell erfolgreich eingesetzt beim Birk-Barel-Syndrom (englisch KCNK9 imprinting syndrome) durch verstärkte Genexpression des väterlichen, ursprünglich stillgelegten (Kcnk9Pat) Allels.
Das Fungizid Flufenoxadiazam ist im Zulassungsverfahren gegen den asiatischen Sojabohnenrost verursacht durch den Pilz Phakopsora pachyrhizi.